# 常磐共同火力
常磐共同火力株式会社（じょうばんきょうどうかりょく、英: JOBAN JOINT POWER CO.,LTD.）は、東京都千代田区に本社を置く卸電気事業者。常磐炭田の低品位炭を活用した火力発電事業を目的に東北電力・東京電力と常磐地区の炭鉱会社の共同出資により設立された。福島県いわき市に火力発電所を有し、東北・東京両電力会社に電力の卸供給を行う。

## 沿革
- 1955年 - 常磐共同火力株式会社設立。
- 1957年 - 勿来発電所1・2号機営業運転開始。
- 2013年4月1日 - クリーンコールパワー研究所を吸収合併、石炭ガス化複合発電（IGCC）実証機の営業運転を開始[1]。

## テレビ番組
- 日経スペシャル ガイアの夜明け 黒いダイヤが燃えている～資源警報!石炭を確保せよ～（2007年1月23日、テレビ東京）[2] - クリーンコールパワー研究所を取材。